# Javasz
Javasz (oroszul: Явас, moksa nyelven Яваз) városi jellegű település Oroszországban, Mordvinföld Zubova Poljana-i járásában. Az 1930-as évektől kezdve a szovjet, majd oroszországi büntetőintézeti rendszer egyik központja.
Lakossága: 7941 fő (a 2010. évi népszámláláskor).

## Fekvése
Mordvinföld nyugati részén, Zubova Poljana járási székhelytől 42 km-re északra helyezkedik el. Erdővel borított területen, az azonos nevű folyó partjára épült. A legközelebbi vasútállomás a 36 km-re fekvő Potyma.

## Története
1930-ban (vagy 1931-ben) alapították a Potyma vasútállomástól az északra fekvő Barasevo településig vezető vasúti szárnyvonalon. Az 1930-as években a körzetben kiépített Gulag lágerrendszer – a Tyemlag, vagyis Tyemnyikovi láger; későbbi nevén Dubravlag – központja lett. A vasútvonalon szállították a mordvinföldi erdőkben kitermelt faanyagot (tűzifát és épületfát) Moszkvába. Előbb fafeldolgozó üzemet, majd a háborús években varrodát hoztak létre, és az 1950-es évekre kiépültek a nagyobb vidéki településeken szokásos létesítmények: hivatali és lakótelepek, iskola, közfürdő, szálló, kultúrház stb. 
1959 óta városi jellegű település. A Potymából kiinduló vasúti szárnyvonalat a 21. század elején felszámolták.